# David Rasche
David Rasche (Saint Louis, 7 agosto 1944) è un attore statunitense.

## Biografia
Ha debuttato come attore nel 1978 e ha preso parte a molti film e serie televisive, arrivando ad essere protagonista nella serie Troppo forte! (1986-1988). Al cinema, ha recitato in molti ruoli impegnativi, tra cui quello in The Sentinel - Il traditore al tuo fianco (2006).

## Vita privata
Ha tre figli, nati dal matrimonio con Heather Lupton.

## Filmografia parziale

### Cinema
- Manhattan, regia di Woody Allen (1979)
- Crazy Runners - Quei pazzi pazzi sulle autostrade (Honky Tonk Freeway), regia di John Schlesinger (1981)
- La miglior difesa è... la fuga (Best Defense), regia di Willard Huyck (1984)
- Cobra, regia di George Pan Cosmatos (1986)
- Accadde in paradiso (Made in Heaven), regia di Alan Rudolph (1987)
- Strega per un giorno (Wicked Stepmother), regia di Larry Cohen (1989)
- Un uomo innocente (An Innocent Man), regia di Peter Yates (1989)
- Fuori di testa (Delirious), regia di Tom Mankiewicz (1991)
- Bingo - Senti chi abbaia (Bingo), regia di Matthew Robbins (1991)
- Un pezzo da 20 (Twenty Bucks), regia di Keva Rosenfeld (1993)
- Questo pazzo sentimento (That Old Feeling), regia di Carl Reiner (1997)
- Colombo: Sulle tracce dell'assassino,  regia di Vincent McEveety (1997)
- Friends & Lovers, regia di George Hass (1999)
- Oggi sposi... niente sesso (Just Married), regia di Shawn Levy (2003)
- The Sentinel - Il traditore al tuo fianco (The Sentinel), regia di Clark Johnson (2006)
- United 93, regia di Paul Greengrass (2006)
- Burn After Reading - A prova di spia (Burn After Reading), regia di Joel ed Ethan Coen (2008)
- In the Loop, regia di Armando Iannucci (2009)
- Men in Black 3, regia di Barry Sonnenfeld (2012)
- Giovani ribelli - Kill Your Darlings (Kill Your Darlings), regia di John Krokidas (2013)
- Big Wedding, regia di Justin Zackham (2013)
- Swallow, regia di Carlo Mirabella-Davis (2019)
- Paper Spiders, regia di Inon Shampanier (2020)
- Americanish, regia di Iman Zawahry (2021)
- The Good House, regia di Maya Forbes e Wally Wolodarsky (2021)
- Papà scatenato (About My Father), regia di Laura Teruso (2023)

### Televisione
- I Ryan (Ryan's Hope) – serie TV, 34 episodi (1978-1981)
- Miami Vice  – serie TV episodio 2x09 (1986)
- Troppo forte! (Sledge Hammer!) – serie TV, 41 episodi (1986-1988)
- Corsie in allegria (Nurses) – serie TV, 46 episodi (1992-1994)
- Perry Mason: Il caso Jokester (A Perry Mason Mystery: The Case of the Jealous Jokester), regia di Vincent McEveety – film TV (1995)
- Colombo (Columbo) – serie TV, episodio 10x11 (1997)
- West Wing - Tutti gli uomini del Presidente (The West Wing) – serie TV, episodio 1x07 (1999)
- Detective Monk (Monk) – serie TV, episodio 2x01 (2003)
- Ugly Betty – serie TV, 10 episodi (2009-2010)
- Law & Order - I due volti della giustizia (Law & Order) - serie TV, episodio 19x17 (2009)
- Veep - Vicepresidente incompetente (Veep) – serie TV, 8 episodi (2013-2017)
- Succession – serie TV, 28 episodi (2018-2023)
- Dying for Sex, regia di Shannon Murphy e Chris Teague – miniserie TV, 5 puntate (2025)

## Doppiatori italiani
Nelle versioni in italiano delle opere in cui ha recitato, David Rasche è stato doppiato da:
- Michele Gammino in Burn After Reading - A prova di spia, Men in Black 3, Veep - Vicepresidente incompetente
- Germano Basile in Corsie in allegria, United 93
- Massimo Lodolo in West Wing - Tutti gli uomini del presidente, Americanish
- Ambrogio Colombo in Giovani ribelli - Kill Your Darlings, Papà scatenato
- Oliviero Dinelli in Crazy Runners - Quei pazzi pazzi sulle autostrade
- Raffaele Uzzi in La miglior difesa è... la fuga
- Cesare Barbetti in Cobra
- Franco Zucca in Miami Vice
- Bruno Slaviero in Troppo forte!
- Marco Mete in Accadde in paradiso
- Mario Cordova in Un uomo innocente
- Gino La Monica in Questo pazzo sentimento
- Renato Cortesi in Oggi sposi... niente sesso
- Wladimiro Grana in Malcolm
- Giorgio Locuratolo in Detective Monk
- Gianni Giuliano in The Sentinel - Il traditore al tuo fianco
- Fabrizio Temperini in Law & Order - I due volti della giustizia
- Pierluigi Astore in Succession
- Massimiliano Lotti in Swallow
- Carlo Valli in Dying for Sex